# جورج آرثر ويلزي
جورج آرثر ويلزي هو سياسي كندي، ولد في 28 يوليو 1896 في Sunderland, Ontario ‏ في كندا، وتوفي في 16 فبراير 1965 في Hastings, Barbados ‏ في باربادوس. نشط حزبياً في حزب أونتاريو المحافظ التقدمي. وقد انتخب عضو برلمان مقاطعة أونتاريو.